# Paranyssicus
Paranyssicus is een kevergeslacht uit de familie van de boktorren (Cerambycidae). De wetenschappelijke naam van het geslacht werd voor het eerst geldig gepubliceerd in 2005 door Martins.

## Soorten
Paranyssicus omvat de volgende soorten:
- Paranyssicus conspicillatus (Erichson, 1847)
- Paranyssicus quadriguttatus (Buquet, 1860)